# توماس دي موبراي، دوق نورفولك الأول
كان توماس دي موبراي، دوق نورفولك الأول، والحائز على وسام فارس الرباط (22 مارس 1366-22 سبتمبر 1399) من النبلاء الإنجليز. نُفي موبراي نتيجة لتورطه في الصراعات على السلطة التي أدت إلى سقوط الملك ريتشارد الثاني، وتوفي في المنفى في البندقية.

## الخدمة حتى عام 1390
بقيت مكانة موبراي الملكية العالية بعد وفاة زوجته، وانتُخب للحصول على وسام فرسان الرباط في أكتوبر من نفس العام، وذلك على الرغم من أنه لم يكن مثبتًا عسكريًا. منحه الملك مسكنًا منعّمًا في القصور الملكية التابعة له في إلثام وكينغز لانغلي. عكس موبراي دوره كحاكم هام من خلال مرافقة ريتشارد في جولته في إيست أنغليا في عام 1383. أثار قربه من الملك استياء عم الملك، جون غونت دوق لانكستر، الذي كان غالبًا أقوى رجل في المملكة بعد الملك. اتهم غونت موبراي، إلى جانب روبرت إيرل أكسفورد، وويليام إيرل سالزبوري، بالتآمر ضد الملك. بدأت شعبية غونت بالانخفاض بشكل متزايد، وانسحب من المجلس. يقول المؤرخ توماس والزينغهام أن موبراي ودي فير ومونتاكوت تآمروا لقتل الدوق في فبراير عام 1385. أجرى الملك مجاولات (مباراة بين فارسين متسلحين برماح كليلة الحد) بين الثالث عشر والرابع عشر من شهر فبراير، وخُطِط لقتل غونت في الرابع عشر. يُحتمل أن ريتشارد لم يرفض ذلك، فانهارت العلاقات بينه وبين عمه. تعلق هذا الأمر بالأصل في السياسة الخارجية، إذ فضل غونت استعادة الحرب مع فرنسا، في حين كان ريتشارد حريصًا على غزو اسكتلندا. أخبر غونت ريتشارد مؤخرًا أنه ينظر إلى مستشاري الملك على أنهم «بغيضين»؛ وتعمّد موبراي وأصدقاؤه زيادة العداء بين الرجلين من خلال تقديم سلسلة من الاتهامات ضد الدوق. تلقى غونت تحذيرًا مسبقًا من الهجوم، وهرب في الليل.
استلم موبراي منصب جده الأكبر كمارشال إنجلترا في 30 يونيو 1385 عندما كان الجيش الملكي على وشك المغادرة إلى اسكتلندا. ساعد موبراي في وضع قوانين الملك للحملة عندما وصل الجيش الملكي إلى دورهام. اقترح غيفن ويلسون أن علاقات موبراي مع ريتشارد «ربما كانت فاترة». تزوج موبراي من إليزابيث فيتزالان بعد أقل من عام على وفاة زوجته الأولى. كانت إليزابيث ابنة ريتشارد إيرل أروندل، وحضر الملك حفل زفافهما والاحتفالات التي استمرت لمدة أسبوع، ولكن من غير المرجح أن الزواج قد حظي بشعبية لدى ريتشارد، فلا بد أن زواج موبراي الثاني كان نقطة تحول. رأى ريتشارد وتأكد من أن أروندل له تأثير سلبي على موبراي، وخشي من تعزيز موقف الإيرل ضده. تزوج موبراي وإليزابيث أيضًا بدون إذنه، فجمّد الملك ممتلكات موبراي حتى حصل على قيمة الترخيص. يجادل توك في الواقع أن «مخاوف الملك لم يكن لها أساس من الصحة». ازدادت انعزالية موبراي في البلاط بسبب تفضيلات الملك الأخيرة، مثل أكسفورد، وانتقل إلى دائرة أولئك الذين عارضوا المقربين الملكيين الجدد، وربما اعتبرهم أفضل طريقة للتخلص من منافسه. تضمنت هذه الدائرة والد زوجة ريتشارد بالإضافة إلى عمه توماس دوق غلوستر. تلقت إليزابيث رداءها كسيدة لفرسان الرباط في عام 1386، وذلك مع الإشارة إلى أن موبراي لم يكن محبوبًا تمامًا.
لعب كلا الرجلين دورًا مهمًا في هجوم البرلمان على مستشار ريتشارد، مايكل دي لا بول، إيرل سوفولك في البرلمان العظيم لعام 1386. انعقد البرلمان العظيم على خلفية الخوف الحقيقي من الغزو الفرنسي، فوصف والزينغهام سكان لندن، من وجهة نظره، بأنهم «الفئران الخجولة التي تركض بسرعة في كل مكان»، وعُيِّن أروندل أميرالًا لإنجلترا. عين أردونل موبراي نائبه في مارس من العام التالي، وأخذوا أسطولًا في مارجيت وواجهوا أسطولًا فرنسيًا فلمنكيًا بشكل فوري، وهزمه هزيمة ساحقة، واستولى على حوالي 50 إلى 100 سفينة فرنسية فلمنكية أو دمرها. لم يكن الملك متأثرًا، وادّعى بأنهما هزما التجار فقط وأن أكسفورد لم يعرهم أي اهتمام.

## الخدمة الملكية حتى عام 1398
انخرط موبراي عند عودته فورًا مع رفاقه في السلاح في الحملة الأيرلندية اللورد سكروب وإيرل روتلاند في المفاوضات حول زواج ريتشارد المقترح من إيزابيلا، ابنة الملك الفرنسي تشارلز السادس. ذهب موبراي في العديد من الرحلات إلى فرنسا، واختتم المفاوضات أخيرًا في مارس 1396. أصبحت الخطوبة رسمية في سبتمبر، ورافق موبراي الملك الفرنسي إلى كاليه، كما فوضه ريتشارد لإجراء مفاوضات سرية مع فيليب ودوق بورغندي وجون دوق بيري. يقترح غيفن ويلسون أن الملك «كان لديه إيمان كبير بقدرة موبراي الدبلوماسية»، لأنه في مايو من العام التالي مثّل موبراي التاج في البرلمان الإمبراطوري في فرانكفورت. أُقيم ذلك لمناقشة الاقتراح الأنجلو-فرنسي حول كيفية معالجة الانقسام البابوي الأخير عن طريق إجبار الباباوات الحزبيين على الاستقالة. ينعكس إيمان ريتشارد بموبراي في المنح العديدة التي تلقاها الإيرل في هذه الفترة. يقترح توك أن موبراي كان يستطيع أن ينفق ما يقدر بحوالي 40% من إجمالي دخله على أجور الخدم فقط، مما مكنه من تكوين تقارب كبير «يمكن أن ينافس معظم الإيرلات».
استلم موبراي في عام 1397 سيادة غاور على حساب واريك، إذ كانت عائلتهما تتشاجران من أجل حيازتها خلال القرن السابق. يقترح شاول أن موبراي اعتمد على صداقته مع الملك لاسترداد المنحة التي كانت في يد بوشامب منذ عام 1354. قال شاول إن ذلك كان «كارثة مضاعفة» لواريك، فلم يقتصر الأمر على كونها أغنى سيادة يحصل عليها، وبالتالي امتلاكه أكبر تأثير على دخله، ولكنه أُمر بسداد الأرباح التي جناها منذ عام 1361 لموبراي، والتي تبلغ حوالي 5333 جنيهًا إسترلينيًا سنويًا. كانت الأجواء متوترة في المحكمة، وربما شعر ريتشارد بالتهديد، مشتبهًا في أن المستأنفين سيطاردونه مجددًا، مما أدى إلى دخوله أولًا. عمل الملك في تسوية جميع حسابات العائلة مع المستأنفين في يوليو. دعا أروندل وغلوستر وواريك إلى وليمة العار الهيرودسي، حسبما ذكر والزينغهام، حيث اعتُقِلوا. حضر واريك فقط، وحوكم الثلاثة كل على حدة، وأدينوا بالخيانة في سبتمبر. تنازل واريك عن ألقابه وممتلكاته وحُكم عليه بالسجن مدى الحياة، وقُطِع رأس أروندل، وأشرف موبراي، بصفته إيرل مارشال، على حكم رفيقه السابق. نُفي غلوستر إلى كاليه حيث توفي في ظروف غريبة في نفس الشهر. كانت تلك غالبًا محاولات موبراي لإنقاذ حياة سيمون بيرلي قبل سنوات من إنقاذ حياته في عام 1397.